# Alberto Cecchin
Alberto Cecchin, né le 8 août 1989 à Feltre, est un coureur cycliste italien.

## Biographie
Il arrête sa carrière à 28 ans, à l'issue de la saison 2017, faute de proposition.

## Palmarès
- 2007
  - 3e du Trofeo San Rocco
- 2009
  - Coppa 1° Maggio
  - Coppa Varignana
- 2010
  - Medaglia d'Oro Consorzio Marmisti della Valpantena
  - Coppa Ciuffenna
  - 3e du Mémorial Guido Zamperioli
- 2011
  - 2e du Mémorial Morgan Capretta
  - 2e du Grand Prix de la ville de Felino
  - 3e du Trofeo Alcide Degasperi
- 2012
  - Grand Prix De Nardi
  - Coppa Caduti di Reda
  - Grand Prix de la ville de Vérone
  - 2e de La Popolarissima
  - 2e de Vicence-Bionde
  - 2e du Mémorial Guido Zamperioli
  - 3e du Gran Premio della Possenta
  - 3e de la Medaglia d'Oro Fiera di Sommacampagna
- 2013
  - 4e étape de la Flèche du Sud
- 2014
  - 1rea étape du Tour du Frioul-Vénétie julienne (contre-la-montre par équipes)
  - Astico-Brenta
  - 2e du Mémorial Angelo Fumagalli
  - 3e du Tour d'Émilie amateurs
- 2015
  - Prix des Vins Henri Valloton
  - Trofeo Alcide Degasperi
  - 2e étape du Ronde van Midden-Nederland
  - 3e de Paris-Chauny
- 2016
  - 2e du Grand Prix Adria Mobil
- 2017
  - 3e du Tour de Langkawi

## Classements mondiaux
| Année           | 2011 | 2012   | 2013 | 2014 |
| --------------- | ---- | ------ | ---- | ---- |
| UCI Asia Tour   |      |        | 176e |      |
| UCI Europe Tour | 685e | 1 067e | 473e | 486e |